# Dystonia z dobrą odpowiedzią na L-dopę
Dystonia z dobrą odpowiedzią na L-dopę (choroba Segawy) – uwarunkowana genetycznie choroba układu pozapiramidowego z grupy dystonii. Wyróżnia się trzy postaci dystonii z dobrą odpowiedzią na lewodopę: DYT5 o dziedziczeniu autosomalnym dominującym, postać dziedziczoną autosomalnie recesywnie i rzadką DYT14. DYT5 spowodowana jest mutacjami genu DYT5 w locus 14q22.1-q22.2 kodującego cyklohydrolazę GTP. Blok metaboliczny spowodowany niedoborem enzymu przyczynia się do niedostatecznej produkcji endogennej dopaminy. Objawy ujawniają się w dzieciństwie, około 4.-8. roku życia. Dystonia początkowo jest ograniczona do kończyn dolnych i ma charakter zaburzeń chodu; z czasem uogólnia się. Wszystkie objawy ustępują po małych dawkach lewodopy, a skuteczność leczenia nie zmniejsza się z czasem. Rokowanie przy prawidłowym rozpoznaniu choroby jest doskonałe. Test z lewodopą przeprowadza się w diagnostyce różnicowej u każdego pacjenta z dystonią, bez względu na wiek. Chorobę opisał w 1976 roku Masaya Segawa i wsp..